# Височани (Прага)
Височани (нім. Wissotschan; чеськ. Vysočany) — район міста і кадастровий квартал в муніципальному районі Прага 9. Велика частина Височан знаходиться в міському окрузі Прага 9, лише невелика частина (спортивний комплекс та садове товариство на Балканах) належить до Праги 3. Кадастровий квартал Височани межує з Просеком, Летняни, Кбели, Глоубєтіном, Грдлоржези, Жижковем та Лібні. У 1902—1921 рр. Височани були самостійним містечком, в 1922 р. вони увійшли до складу т.зв. Великої Праги.

## Належить до Височан
- велика промислова зона по вулицях Kolbenovy та Poděbradské;
- житловий масив навколо східної частини вулиці Sokolovské, площі ООН та верхівки Бумбалка;
- над залізничною колією на Лису над Лабем на схилі на північ у напрямку Просек промислова та дачна зона На Клічові, названа на честь колишньої садиби Клічов;
- частина поля між Просеком і Кбели с паломницькою каплицею;
- Залізничний вокзал Прага-Височани на Турновському та Челаковіцькому шляху і східна частина залізничної станції Прага-Лібень з будівлею реєстрації на Колінському шляху, місцевість Гарфа;
- на південь від залізничної станції Прага-Лібень індустріальна та адміністративна зона навколо вулиць Novovysočanská, K Žižkovu та Pod Šancemi
- житловий район Pod Balkánem навколо Височанської площі та прилегла частина вулиці Spojovací (т.зв. Nové Vysočany; однойменний проект забудови, побудований в 2005 р., знаходиться в іншій частині Височан).

## Назва
Назва Височани може стосуватися високого положення місцевості, але первісне ядро Височан знаходиться в долині річки Рокитка. Тодішнє селище могло бути названим і на честь Височанів, тобто жителів, які прибули з поселення Висока. У францисканському кадастрі з 1842 р. назва селище значиться Wisoczan, план Праги у період протекторату подається німецькою транскрипцією Wissotschan.

## Герб

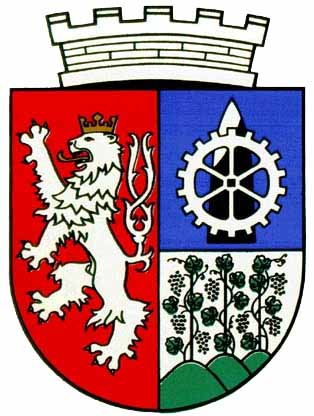
Герб Височан, відповідно сьогоднішній район Praha 9

У 1902 році Височани отримали статус міста імператором Францом Йосифом I і отримали право використовувати міський герб. У геральдично правій (з точки зору спостерігача лівій) половині герба зображений двохвостий Чеський лев у червоному полі. Верхнє поле другої половини синього кольору містить цукрову голову (як символ цукроварської родини Фрей) і зубчасте колесо як символ промисловості. У нижньому полі зображені колишні виноградники Височан. Над головою щита розташована корона з п'ятьма виступами.

## Місцеві особи
- Бедріх Фрей молодший (18.3.1800 — 19.10.1879 р., Височани) — підприємець і піонер цукрової промисловості, засновник височанської цукрової фабрики, на його честь названа вулиця Freyová.
- Бедріх Фрей старший (8.7.1835 — 2.3.1901 р., Височани) — підприємець і піонер цукрової промисловості, син Бедріха Фрея старшого, засновник височанського молокозаводу, мер Височан.
- Павел Янак (12.3.1882 р., Височани — 1.8.1956 р., Дейвіце) — Чеський архітектор і урбаніст.